# Коммуникационная стратегия
Коммуникационная стратегия — одна из методик работы рекламных агентств для решения бизнес-задач заказчика.  
В то же время, этот термин в последние годы используется и в более широком смысле - как стратегия достижения субъектом, принадлежащим к различным сферам - бизнесу, политике, культуре своих целей с использованием коммуникационных воздействий.
Результатами реализации коммуникационной стратегии могут быть, в том числе, имидж, бренд и репутация.

## Общие сведения
Деятельность рекламных агентств делится на три направления: клиентский сервис (управление реализуемыми проектами в соответствии с задачами и ожиданиями клиента, а также юридическими обязательствами перед ним), закупку рекламного инвентаря (приобретение времени, места, контактов, действий у собственников коммуникационных площадок), разработка содержательной части (создание текстовых, графических, звуковых и других рекламно-информационных материалов и событий). При этом в деятельности традиционных агентств не учитывался интерес потребителя — размещение и контент соответствовали только требованиям заказчика. Агентство выполняло функции исполнителя плана маркетинговых коммуникаций, который предоставляли заказчики. 
Но так как для большинства клиентов разработка плана внешних маркетинговых коммуникаций не является основной деятельностью, требует затрат на разработку методик, проведение исследований и специалистов — В 80-е годы 20-го века многие агентства США решили сами создавать и предлагать заказчику план маркетинговых коммуникаций. В 90-е года, коммуникационное планирование стало одной из основных направлений деятельности рекламных агентств. Само понятие коммуникационной стратегии получило широкое распространение именно в это время.
Задача коммуникационного планирования — подготовка, как генерального плана маркетинговых коммуникаций, так и отдельных проектов в соответствии с задачами клиента и повседневной реальностью конечного потребителя. Специалистов по коммуникационному планированию часто называют «левой стороной творческого мозга». Коммуникационный планер анализирует потребности потребителей и создаёт для коллектива актуальные задачи концептуальные основания). Концептуальными основаниями может является потребительская правда о целях, мотивах и барьерах использования объекта рекламы и понимание нереализованных заказчиком коммуникационных потребностей аудитории, реализация которых в рекламе может усилить продукт, придав ему дополнительные свойства и атрибуты восприятия. Именно на концептуальной платформе, подготовленной коммуникационным планером, рождаются идеи позволяющие добиться выдающихся результатов. Коммуникационные планеры (иногда ещё их называют коммуникационные стратеги, стратегические планеры, креативные стратеги), используют в своей деятельности количественные и качественные исследования, а также принятые маркетинговой индустрией методы моделирования поведения и представлений потребителей. Результаты работы стратегов резюмируются и передаются творческому подразделению и отделу закупки медиаинвентаря в виде креативного брифа (коммуникационного брифа), а клиенту в виде презентации концептуальной платформы (либо как составная часть презентации концепции рекламной кампании). Коммуникационные планеры не только занимаются анализом имеющихся маркетинговых данных (данные клиента, открытые исследования индустрии, публичные отчёты акционерных обществ и общественных организаций, данные предоставляемые компаниями специализирующимися на маркетинговых исследованиях), проведением исследований (опросы, интервью, наблюдения, фокус группы, стратегические семинары, мониторинг публикаций в социальных сетях и СМИ, анализ данных интернет-статистики), но и вместе с клиентскими менеджерами несут ответственность за весь процесс реализации проекта — от момента перепродажи услуг агентства, до оценки и защиты результатов кампании. Таким образом коммуникационный стратег является частью клиентского сервиса, представляя в нём интересы конечного потребителя рекламы (что и описано в индустриальных стандартах АКАР в документе о стратегическом планировании).

## История
В 1965 году Стэнли Поллит пришел к пониманию того, что использование маркетинговой аналитики, подготовленной сторонними специалистами неэффективно, так как они не могут учитывать специфику процессов производств творческих решений и закупа рекламного инвентаря — предлагаемые ими выводы, были просто неприменимы в деятельности рекламного агентства. Для того, что бы аналитика могла приводить к рекламным решениям, а не просто быть мёртвым грузом данных, специалист по анализу результатов исследований, должен находится в штате агентства. Открыв в 1968 году, собственное агентство BMP (ныне Adam & Eve DDB) Поллит реализовал свою идею новой рекламной специальности. Опыт Поллита описан в книге Pollitt on Planning. В том же 1968 году, подобная должность появилась в агентстве JWT (именно это агентство стало прообразом эталонной структуры «Стурлинг-Купер» из сериала «Безумцы»). Опыт Стивена Кинга, создателя стратегического планирования в JWT, описан в книге «A Master Class in Brand Planning».
В Австралии идея профессии коммуникационного стратега родилась на стороне клиента. Дэвид Брент, старший научный сотрудник концерна Unilever, перейдя работать в агентство увидел ту же самую проблему, что и Поллит — исследования потребителей, эффективно используемые при разработки продуктов, не могут быть применены в разработке рекламных кампаний в том же формате — для планирования коммуникаций, необходимо как минимум переработка материалов и доведение выводов до применимых в рекламных процессах решений. С 1966 года, коммуникационное планирование появилось и в Австралии. История появления подробнее описана в книге «How to Plan Advertising».

## Коммуникационный планер, стратегический планер
«Коммуникационный стратег — это член команды агентства, который умеет перерабатывать интуитивный опыт и результаты исследований потребителя в рекламные задачи и решения». — Стэнли Поллит.
«Стратегические планеры переводят маркетинговую стратегию в план рекламной коммуникации. Они представляют потребителей, не стесняясь отстаивать их точку зрения и вдохновлять команду агентства правдой их повседневной жизни». — Фортини Кэмпбелл.
Планировщики узнают, что движет потребителями, вдохновляя творческую команду на разрешение жизненных ситуаций конкретных людей, а не формирование беспочвенных призывов к действию и слепого раздражения аудитории неуместными образами. Реклама может быть создана и без коммуникационной стратегии, но тогда реклама не будет иметь опоры на повседневность человека, позволяющей любым идеям органично встраиваться в единый сюжет жизни потребителя.
Планировщики обеспечивают коридор решений, учитывая не только реальность потребителей, но и потребности заказчика рекламы. Именно определение концептуальной платформы, позволяет гарантировать, что сообщения будут направлены именно на решение проблем бизнеса, а не только творческих амбиций рекламщиков.

По Фортини-Кэмпбелл, существует пять основных направлений работы бренд-стратега: 
Кандидат на должность стратега должен разбираться в маркетинговых исследованиях и рекламных возможностях, но при этом уметь эффективно взаимодействовать с командой агентства и представителями клиента. Он должен испытывать страсть, и к аналитике, и к творчеству, и к бизнес-результатам.
Стратег — посредник между бизнесом и творчеством. В связки с клиентским сервисом он выясняет задачи бизнеса, а в связки с творческими специалистами он открывает путь их решения, через создание смыслов, необходимых потребителю.

## Процесс планирования
Непосредственная структура работы варьируется от агентства к агентству и от одного стратега к другому. Типичный процесс начинается с изучения вводных данных и существующих исследований. Затем коммуникационный планер проводит дополнительные изыскания позволяющие открыть новые аспекты потребления. После готовится концептуальная платформа (творческий бриф, техническое задание) для творческого отдела. Активно участвуя в разработке идеи, стратег проводит его защиту, а после неустанно следит за результатами её воплощения и предлагает корректировки изначального плана.
Необходимость внедрения в процесс разработки рекламы «адвоката потребителя» принимается как агентствами так и заказчиками.
Стэнли Поллит, выделяет следующие три элемента процесса планирования коммуникации:
1) Сосредоточенность на конечном эффекте рекламы — изменении потребительского поведения. Без этого элемента рекламные проекты уходят либо в максимизацию прибыли для агентства, либо в реализацию творческих амбиций.
2) Отсутствие у стратегического планера прямого влияния на творческий процесс. Стратег свободен в своих поисках, но творческий отдел он может лишь убедить или вдохновить, но не указывать. Творческому директору стратег такой же внутренний заказчик, как и специалист клиентского сервиса.
3) Изменение общей структуры работы агентства. Привнесение конечного потребителя в процесс разработки рекламных решений, требует не только внедрения новой должности в клиентский сервис, но более серьезного изменения работы агентства — от продажи, до реализации проекта.

## Ключевые преимущества
Коммуникационная стратегия позволяет учитывать боле широкий контекст применения рекламы, позволяя иначе планировать её разработку и оценку.
Появление планирования привело к следующим изменениям в рекламном рынке:
1. Коммуникационная стратегия позволяет учитывать в производстве рекламы интересы всех трёх сторон — клиента агентства, потребителя рекламы, медиа-среды.
2. Коммуникационная стратегия привела к новым открытиям в понимании процесса принятия решения о покупке и функционировании рекламы.

 
3. Коммуникационная стратегия, помогла развитию рынка рекламы — её легче продать, если понимаешь как она работает.